# 沙人麟
沙人麟（1935年—），男，回族，江苏南京人，中华人民共和国政治人物，曾任中共江苏省委统战部部长，江苏省政协副主席，第七、八届全国政协委员。

## 家庭
父沙千里。